# Szlak Obrońców Polskiej Granicy

Szlak Obrońców Polskiej Granicy – niebieski znakowany szlak turystyczny w województwie śląskim. Na trasie szlaku znajduje się Góra św. Wawrzyńca w Orzeszu.

## Przebieg szlaku
- Zabrze (Makoszowy PKP)
- Ruda Śląska (Halemba, Kłodnica, Radoszowy)
- Mikołów (Śmiłowice, Paniowy)
- Bujaków
- Orzesze
- Łaziska Górne
- Wyry
- Gostyń
- Tychy